# Adoxomyia micheneri
Adoxomyia micheneri is een vliegensoort uit de familie van de Stratiomyidae. De wetenschappelijke naam van de soort is voor het eerst geldig gepubliceerd in 1950 door James.